# Direction interrégionale des services pénitentiaires de Dijon
La direction interrégionale des services pénitentiaires de Dijon est le service déconcentré de l'administration pénitentiaire française chargé de coordonner l'activité des établissements pénitentiaires et des services pénitentiaires d'insertion et de probation sur le territoire des régions Bourgogne-Franche-Comté et Centre-Val de Loire. Elle est l'une des dix directions interrégionales des services pénitentiaires présentes sur le territoire métropolitain et ultramarin.

## Organisation
Les locaux de la direction interrégionale des services pénitentiaires de Dijon sont situés au 72, rue d'Auxonne, à Dijon (Côte-d'Or). Ses bâtiments sont situés sur le domaine de la maison d'arrêt de Dijon, avec laquelle elle partage l'entrée principale et le parking. En mars 2022, de vastes travaux de rénovation et d'extension du siège de la direction interrégionale sont engagés pour un montant avoisinant les 10 millions d'euros.
Le directeur interrégional des services pénitentiaires de Dijon est Guillaume Piney, nommé le 7 novembre 2022. Il succède à Pascal Vion, qui après avoir passé cinq ans à ce poste est devenu sous-préfet de Dieppe puis directeur interrégional des services pénitentiaires de Rennes. Son adjoint est André Varignon.

## Actions notables
La direction interrégionale de Dijon est à l'origine des « principes du surveillant pénitentiaire, acteur incontournable d’une détention sécurisée ». À la suite d'un important mouvement social en 2018, le directeur interrégional Pascal Vion a associé les syndicats de surveillants à l'élaboration d'une « nouvelle méthodologie de travail en donnant davantage de sens au métier de surveillant, ce dernier n’étant pas réduit au rôle de porte-clés ». Sur la base d'une expérimentation menée depuis 2008 au centre pénitentiaire de Varennes-le-Grand, le projet interrégional a abouti à la signature d'une charte nationale désormais appliquée dans l'ensemble des établissements pénitentiaires français. Les principes du surveillant-acteur ont été intégrés au plan national de lutte contre les violences présenté en mars 2023 par Laurent Ridel, directeur de l'administration pénitentiaire, qui s'est notamment inspiré de l'expérimentation menée depuis 2021 au centre pénitentiaire d'Orléans-Saran. 
La direction interrégionale de Dijon est également précurseuse en matière de valorisation des métiers de l'administration pénitentiaire dans une période de crise des vocations. Sous l'impulsion du directeur interrégional Pascal Vion, elle est la seule à disposer d'une unité de promotion des métiers pénitentiaires (UPMP), composée d'un surveillant pénitentiaire et d'une conseillère pénitentiaire d'insertion et de probation, qui intervient régulièrement dans les lycées professionnels (sections métiers de la sécurité) du ressort et dans les forums des métiers,.  
En 2019, la direction interrégionale de Dijon met en place une programme d'aménagement de peines destiné à permettre à des détenus de la maison d'arrêt d'Auxerre et du centre de détention de Joux-la-Ville de travailler en tant que vendangeurs dans les vignes avoisinantes.

## Ressort
Le ressort de la direction interrégionale de Dijon est particulièrement étendu puisqu'il s'étend sur deux régions administratives du centre-est de la France, le Centre-Val de Loire et la Bourgogne-Franche-Comté. Il couvre six cours d'appel, dix-huit tribunaux judiciaires et deux zones de défense et de sécurité. 

### Établissements pénitentiaires
La direction interrégionale des services pénitentiaires est compétente pour coordonner l'activité des établissements pénitentiaires situés dans son ressort.

#### Région Centre-Val de Loire

##### Maisons d'arrêt
- Maison d'arrêt de Bourges (Cher)
- Maison d'arrêt de Tours (Indre-et-Loire)
- Maison d'arrêt de Blois (Loir-et-Cher)

##### Centres de détention
- Centre de détention de Châteaudun (Eure-et-Loir)

##### Centres de semi-liberté
- Centre de semi-liberté de Montargis (Loiret)

##### Centres pénitentiaires
- Centre pénitentiaire de Châteauroux (Indre)
- Centre pénitentiaire d'Orléans-Saran (Loiret)

##### Maisons centrales
- Maison centrale de Saint-Maur (Indre)

#### Région Bourgogne-Franche-Comté

##### Maisons d'arrêt
- Maison d'arrêt d'Auxerre (Yonne)
- Maison d'arrêt de Belfort (Territoire de Belfort)
- Maison d'arrêt de Besançon (Doubs)
- Maison d'arrêt de Dijon (Côte-d'Or)
- Maison d'arrêt de Lons-le-Saunier (Jura)
- Maison d'arrêt de Montbéliard (Doubs)
- Maison d'arrêt de Nevers (Nièvre)
- Maison d'arrêt de Vesoul (Haute-Saône)

##### Centres de détention
- Centre de détention de Joux-la-Ville (Yonne)

##### Centres de semi-liberté
- Centre de semi-liberté de Besançon (Doubs)

##### Centres pénitentiaires
- Centre pénitentiaire de Varennes-le-Grand (Saône-et-Loire)

### Unités hospitalières
L'unité hospitalière spécialement aménagée (UHSA) accueillant les personnes détenues dans le ressort de la direction interrégionale des services pénitentiaires de Dijon est gérée par l'établissement public de santé mentale du Loiret Georges Daumézon situé à Fleury-les-Aubrais (Loiret).

### Services pénitentiaires d'insertion et de probation

#### Sièges
La direction interrégionale des services pénitentiaires de Dijon est compétente pour coordonner l'activité des services pénitentiaires d'insertion et de probation dont les sièges départementaux sont situés à Auxerre, Belfort, Besançon, Blois, Bourges, Chalon-sur-Saône, Chartres, Châteauroux, Dijon, Lons-le-Saunier, Nevers, Orléans, Tours et Vesoul. 

#### Antennes ou résidences administratives
La direction interrégionale des services pénitentiaires de Dijon est également compétente pour coordonner l'activité des antennes ou résidences administratives des services pénitentiaires d'insertion et de probation situées à Châteaudun, Dole, Joux-la-Ville, Lure, Mâcon, Montargis, Montbéliard, Orléans-Saran, Saint-Maur, Sens et Varennes-le-Grand.